# 보리스 상송
보리스 상송(프랑스어: Boris Sanson, 1980년 9월 28일~)은 프랑스의 전직 펜싱 선수으로 주 종목은 사브르이다. 2008년 하계 올림픽에서 남자 사브르 단체전 금메달을 획득했으며 세계 펜싱 선수권 대회에서 금메달 1개, 은메달 1개, 동메달 1개를 획득했다.